# Marione Fourie
Marione Fourie (* 30. April 2002) ist eine südafrikanische Sprinterin und Hürdenläuferin, die sich auf die 100-Meter-Distanz spezialisiert hat. Über diese Distanz ist sie aktuell Inhaberin des Landesrekordes und wurde 2024 Vizeafrikameisterin.

## Sportliche Laufbahn
Erste internationale Erfahrungen sammelte Marione Fourie im Jahr 2021, als sie bei den U20-Weltmeisterschaften in Nairobi mit 13,60 s im Halbfinale über 100 Meter Hürden ausschied und mit der südafrikanischen 4-mal-100-Meter-Staffel in 45,05 s den sechsten Platz belegte. Im Jahr darauf gewann sie dann bei den Afrikameisterschaften in Port Louis in 12,93 s die Bronzemedaille hinter der Nigerianerin Tobi Amusan und Ebony Morrison aus Liberia. Anschließend schied sie bei den Weltmeisterschaften in Eugene mit 12,93 s im Halbfinale aus und kam dann bei den Commonwealth Games in Birmingham mit 13,04 s nicht über den Vorlauf hinaus. 2023 darauf stellte sie mit 12,55 s einen neuen Landesrekord auf und schied im August bei den Weltmeisterschaften in Budapest mit 12,89 s im Halbfinale aus. Im Jahr darauf gewann sie bei den Afrikameisterschaften in Douala in 12,74 s die Silbermedaille hinter der Liberianerin Ebony Morrison. Anschließend verbesserte sie in Hengelo den Landesrekord auf 12,49 s. Im August schied sie bei den Olympischen Sommerspielen in Paris mit 13,01 s im Halbfinale aus.
In den Jahren von 2021 bis 2024 wurde Fourie südafrikanische Meisterin im 100-Meter-Hürdenlauf.

## Persönliche Bestzeiten
- 100 m Hürden: 12,49 s (+1,6 m/s), 7. Juli 2024 in Hengelo (südafrikanischer Rekord)